# U.S. Bancorp Center
U.S. Bancorp Center je zgrada koja se nalazi u Minneapolisu, glavnom gradu američke savezne države Minnesote. Izgrađena je 2000. kao sjedište poslovne banke U.S. Bancorp. Sjedište banke prethodno je bilo u zgradi Capella Tower. U.S. Bancorp Center ima 32 kata te je visoka 142 metra čime je 13. najviša zgrada u Minnesoti. Zgradu je dizajnirao arhitektonski ured Ellerbe Becket koji je već dizajnirao nekoliko zgrada u gradu a poznat je i po grandioznom Kingdom Centru u Saudijskoj Arabiji.

## Vanjske poveznice
- Emporis.com